# Нижегородская академия МВД России
Нижегородская академия Министерства внутренних дел Российской Федерации (НА МВД РФ)
— российское высшее учебное заведение, готовит специалистов для органов внутренних дел. В структуру академии входят 6 факультетов. Обучение курсантов и слушателей ведётся по программам высшего образования по специальностям «Юриспруденция» и «Правоохранительная деятельность».

## История
Нижегородская академия МВД России как вуз функционирует с сентября 1972 года. Официальное название учебного заведения в 1930 году звучало как «7-я школа старшего начсостава рабоче-крестьянской милиции ГУРКМ при Совнаркоме РСФСР».
С 1930 года школа находится в Нижнем Новгороде. Она неоднократно меняла своё наименование при изменении административных органов, подчинённости, профиля обучения.
С 1 сентября 1947 года в школе вводится новая форма обучения — заочная (приказом МВД СССР «О зачислении руководящего и оперативного состава МВД СССР, республик и УМВД по областям на заочное обучение при Горьковской школе начальствующего состава милиции»). Срок учёбы устанавливается 3 года, и в 1950 году состоялся выпуск 125 заочников. 14 июня 1972 года исполняющий обязанности начальника школы К. Е. Игошев подписал приказ № 1, в котором объявлялся штат школы, насчитывающий 193 человека начальствующего состава, 1 200 слушателей дневного и 800 — заочного обучения.
После вступления в должность первого начальника школы В. А. Дубровина, основные руководящие посты заняли: К. Е. Игошев — заместитель начальника школы по учебной работе; Е. И. Николашин — заместитель начальника по политической части. Помощником начальника школы по строевой части стал Н. И. Волков. Хозяйственный отдел школы возглавил В. М. Альтерман (одновременно являясь помощником начальника школы по хозчасти), отдел кадров — И. Н. Самарцев. Должности начальников и профессорско-преподавательского состава кафедр в основном комплектовались из работников других вузов. Из городских вузов были приглашены и назначены затем начальниками кафедр: иностранных и русского языков — Л. П. Погудина, истории КПСС — доцент С. Н. Глазкин, политэкономии — доцент Б. И. Макаров. Кафедра государства и права была укомплектована преимущественно за счёт преподавателей, прибывших из других служб и отделов.
11 октября 2009 года в храме в честь Георгия Победоносца в Нижегородской академии МВД России архиепископ Нижегородский и Арзамасский Георгий совершил Божественную литургию и освятил построенную на территории академии звонницу и колокола. По сложившейся традиции Божественная литургия совершается перед принятием присяги курсантами I курса.

## Образование
Академия имеет очную и заочную форму обучения. Обучение ведётся на 24 кафедрах, где преподаются более 100 учебных дисциплин.
В академии действуют 6 факультетов:
- факультет подготовки оперативного состава подразделений экономической безопасности и противодействия коррупции[3]
- факультет подготовки специалистов по расследованию экономических преступлений

- профессиональной подготовки
- переподготовки и повышения квалификации
- заочного обучения
- адъюнктура.

Преподавательскую и научно-исследовательскую работу ведут более 30 докторов наук и 132 кандидата наук, 16 профессоров и 57 доцентов.

## Руководство академии
- Плясов Константин Анатольевич - начальник академии, генерал-майор полиции;
- Супрунов Александр Германович - первый заместитель начальника академии (по учебной работе), полковник полиции;
- Ткаченко Григорий Григорьевич — заместитель начальника академии (по работе с личным составом),  генерал-майор полиции;
- Ханахмедов Алексей Сефединович — заместитель начальника академии (по организации службы), полковник полиции;
- Морозов Олег Леонидович — заместитель начальника академии (по научной работе), полковник полиции;